# Aoide
Aoide (altgriechisch Ἀοιδή Aoidḗ, deutsch ‚Gesang, Lied‘) ist in der griechischen Mythologie eine der sogenannten „titanischen“ Musen (im Unterschied zu den heute geläufigen, von Hesiod genannten neun Musen).
Sie war die Muse des Gesangs und der Musik. Ihre Schwestern bei Pausanias sind Mneme (Gedächtnis) und Melete (Übung). Cicero nennt als Schwestern Thelxinoe (die Herzerfreuende), Arche (der Beginn) und Melete. Bei ihm sind sie Töchter von Zeus als Sohn des Uranos – Cicero unterscheidet hier zwischen drei verschiedenen Ausprägungen des Zeus, die alle unterschiedliche Väter haben – und der Nymphe Plusia.
Nach Aoide ist der Mond Aoede des Planeten Jupiter sowie der altgriechische Dichterstand Aöde benannt.